# Drosophila arizonae
Drosophila arizonae is een vliegensoort uit de familie van de fruitvliegen (Drosophilidae). De wetenschappelijke naam van de soort is voor het eerst geldig gepubliceerd in 1990 door Ruiz and Wasserman.